# François Vé
 (mars 2025).

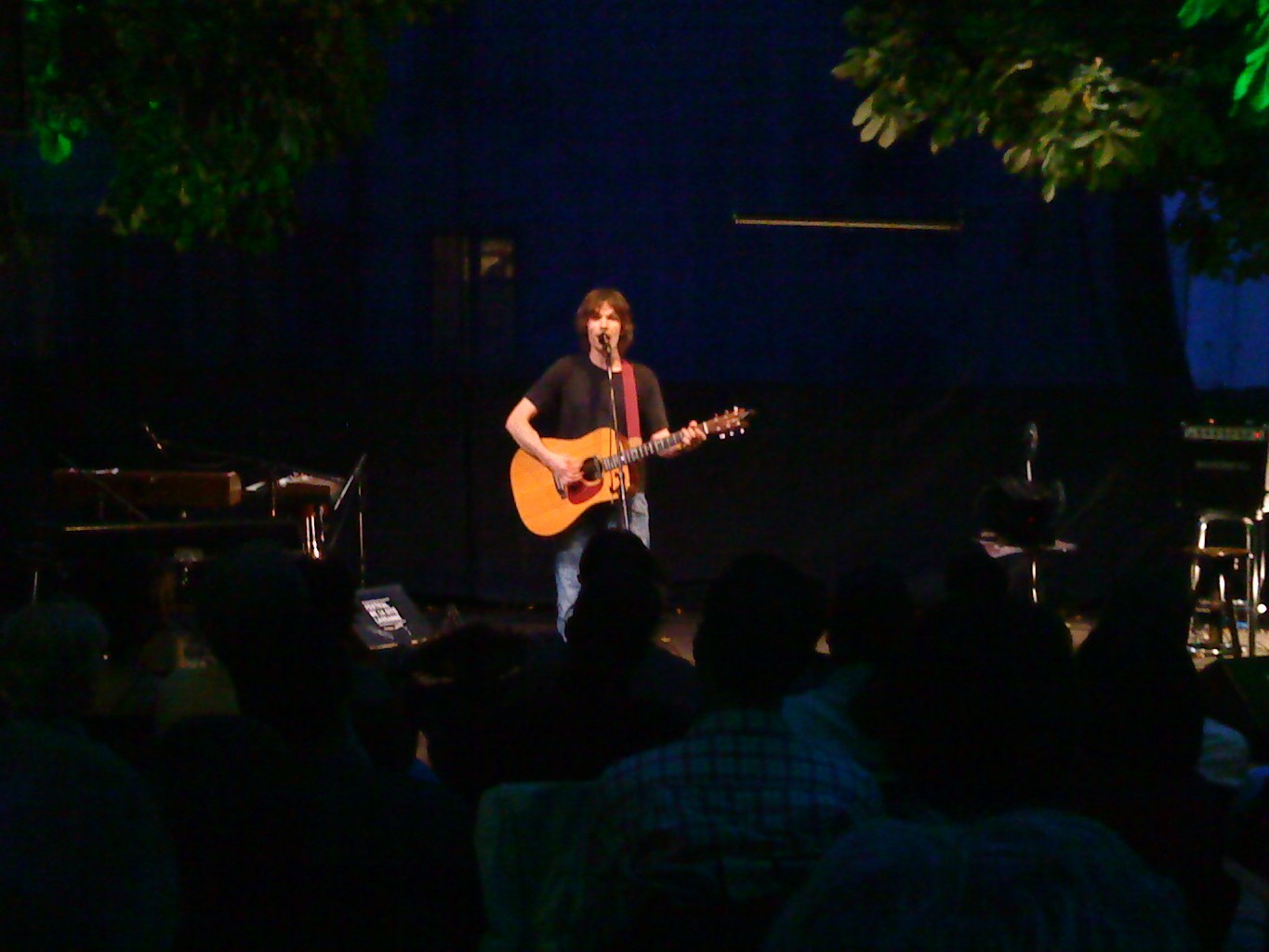
Au Festival de la cité sur la place Saint-Maur à Lausanne en 2010.

François Vé, né le 7 février 1969 à Clarmont, est un auteur-compositeur-interprète suisse.

## Biographie
François Vé commence à jouer de la guitare en 1981 et se produit comme bassiste dans un groupe de rock en 1987. Il suit une formation professionnelle à la Music Academy International de Nancy en 1996-1997 et s'installe à Lausanne en 1998.
À la suite de cette formation, il se lance dans la chanson et écrit ses premières compositions. Son premier disque de cinq titres, Le Pas de danse, paraît en 2001. François Vé joue au Paléo Festival et au Francomanias de Bulle en 2002, et sort en 2003 (en 2004 en France) son premier album complet, La Saison des trèfles. Il participe de nouveau au Paléo Festival en 2004-2005 et fait une première tournée, passant par une semaine au Lavoir moderne parisien et par l'interprétation d'une chanson dans l'émission Le Fou du roi de France Inter. L'album La Saison des trèfles reçoit le prix Coup de cœur de l'Académie Charles Cros en 2006 et en 2007 le prix Coup de cœur du jury du festival Mars en chanson. François Vé compose également le générique de l'émission La Ligne de cœur de la RSR en 2006. Son album Le Jardin de Frankee sort en 2007 et La Tentation du SEL en 2012.François Vé s'essaie également au cinéma et réalise, en 2005, son premier court-métrage, Le Balcon. Il publie également un livre d'art en 2008, En Super 8, qui mêle photographie, textes de chansons et extraits musicaux en partition.Quatre ans plus tard, en 2016, François vé sort un album de 11 titres, les douze femmes de Frankee.

## Discographie
Albums studio
2003 La Saison des trèfles
2007 Le Jardin de Frankee
2009 En super 8  (Livre poèmes  et photos + 4 chansons inédites)
2012 La tentation du sel
2016 Les douze femmes de Frankee Vee
2019 Helvetica

## Sources
- « François Vé », sur la base de données des personnalités vaudoises sur la plateforme « Patrinum » de la Bibliothèque cantonale et universitaire de Lausanne.
- Horner, Olivier, "François Vé, la chanson pour défier la mort", Le Temps, 2003/11/19
- Peyrollaz, Yves, "François Vé, charnel et sensuel", Journal de Morges, 2012/03/23, p. 10
- Rieder, Caroline, "De François Vé à Frankee Vee, le chanteur construit sa voix", 24 Heures, 2007/12/20, p. 36
- "Un voyage et mille rencontres", Journal de Morges, 2011/06/10, p. 13
- Corpataux, "Un chanteur à images", Le Matin, 2007/11/22, p. 34
- 24 Heures, 2004/01/07, p. 16
- 24 Heures, 2002/01/17, p. 33
- 24 Heures, 2007/12/20, p. 36.